# Laupen
Laupen (fr. Loyes) – miasto i gmina (niem. Einwohnergemeinde) w Szwajcarii, w kantonie Berno, w regionie administracyjnym Bern-Mittelland, w okręgu Bern-Mittelland. 31 grudnia 2020 zamieszkiwane przez 3 230 osób.

## Transport
Przez teren gminy przebiegają drogi główne nr 179 i nr 233.